# عبديشوع الصوباوي
مار عبد يشوع بار بريخا الصوباوي (بالسريانية: ܥܒܕܝܫܘܥ ܒܪ ܒܪܝܟܐ ܕܨܘܒܐ)‏، هو لاهوتي مسيحي ولغوي سرياني ومطران نصيبين وأرمينيا التابع لكنيسة المشرق. ولد في منتصف القرن الثالث عشر في منطقة بيث زبداي وتوفي في 5 تشرين الأول، 1318. وهو يعتبر بجانب ابن العبري من أشهر علماء اللغة السريانية حيث انتهت بوفاتهما فترة ازدهار هذه اللغة ببلاد ما بين النهرين.

## مؤلفاته
قام عبد يشوع بتأليف العديد من كتب تفسير الكتاب المقدس كما أن لديه مؤلفات دينية وفلسفية ومنها:
- الجامع في التدبير العجيب
- فردوس عدن أو المقامة
- الجوهرة في حقيقة الايمان المسيحي
- الاسرار الغامضة في فلسفة اليونان
- أطروحة لدحض الهرطقات
- الأحكام والشرائع الكنسية
- تراجم وتعاز وخطب في مواد مختلفة
- فهرس المؤلفين
- شرح رسالة أرسطو الفيلسوف اليوناني
- شهمروريد باللغة العربية